# Ясьонна (Серадзький повіт)
Ясьонна (пол. Jasionna) — село в Польщі, у гміні Блашки Серадзького повіту Лодзинського воєводства.
Населення — 229 осіб (2011).
У 1975-1998 роках село належало до Серадзького воєводства.

## Демографія
Демографічна структура станом на 31 березня 2011 року:
|          | Загалом | Допрацездатний вік | Працездатний вік | Постпрацездатний вік |
| -------- | ------- | ------------------ | ---------------- | -------------------- |
| Чоловіки | 107     | 19                 | 72               | 16                   |
| Жінки    | 122     | 21                 | 65               | 36                   |
| Разом    | 229     | 40                 | 137              | 52                   |